# Archidiocèse de Mercedes-Luján
L'archidiocèse de Mercedes-Luján (en latin : archidioecesis Mercedensis-Luianensis ; en espagnol : arquidiócesis de Mercedes-Luján) est un archidiocèse métropolitain de l'Église catholique en Argentine.

## Territoire

Il comprend quinze arrondissements de la province de Buenos Aires : Alberti, Carmen de Areco, Chacabuco, Chivilcoy, General Las Heras, General Rodríguez, Junín, Leandro N. Alem, Lobos, Luján, Marcos Paz, Mercedes, Navarro, San Andrés de Giles et Suipacha.
Il possède un territoire d'une superficie de 19 330 km2 divisé en 59 paroisses. Le siège archiépiscopal est dans la ville de Mercedes où se trouve la cathédrale Notre-Dame-de-la-Merci.
La basilique Notre-Dame de Luján qui est aussi sanctuaire national est un lieu de pèlerinage qui attire des millions de visiteurs car la Vierge de Luján est la patronne de l'Argentine.

## Historique
Le diocèse de Mercedes est érigé le 20 avril 1934 par la constitution apostolique Nobilis Argentinae nationis du pape Pie XI en prenant sur le territoire du diocèse de La Plata, qui est élevé le jour même au rang d'archidiocèse métropolitain.
Il cède une partie de son territoire le 3 mars 1947 pour l'érection du diocèse de San Nicolás de los Arroyos. Il cède encore une autre portion de territoire le 11 février 1957 pour la création des diocèses de Nueve de Julio et de Santa Rosa.
Nommé suffragant de l'archidiocèse de Buenos Aires lors de sa création, il intègre la province ecclésiastique de l'archidiocèse de La Plata le 5 mai 1967 en vertu de la constitution apostolique Qui divino consilio du pape Paul VI.
Il prend son nom actuel de Mercedes-Luján le 10 mai 1989 en vertu du décret Qua sollicita de la congrégation pour les évêques.
Le 21 novembre 1997, il est élevé au rang d'archidiocèse sous exemption par la constitution apostolique Omnibus satis constat du pape Jean-Paul II. Il devient archidiocèse métropolitain  le 4 octobre 2019 par la constitution apostolique In libertatem vocati du pape François avec les diocèses de Merlo-Moreno, Nueve de Julio et Zárate-Campana comme suffragants. 

## Évêques et archevêques
évêques
- Juan Pascual Chimento (13 septembre 1934 - 16 octobre 1938), nommé archevêque La Plata
- Anunciado Serafini (20 juin 1939 - 18 février 1963)
- Luis Juan Tomé (26 juillet 1963 - 25 septembre 1981)
- Emilio Ogñénovich (8 juin 1982 - 21 novembre 1997), devient archevêque de Mercedes-Luján

archevêques
- Emilio Ogñénovich (21 novembre 1997 - 7 mars 2000)
- Rubén Héctor di Monte (7 mars 2000 - 27 décembre 2007)
- Agustín Roberto Radrizzani, S.D.B (27 décembre 2007 - 4 octobre 2019)
- Jorge Eduardo Scheinig, depuis le 4 octobre 2019